# Haemulon striatum
Haemulon striatum är en fiskart som först beskrevs av Carl von Linné 1758.  Haemulon striatum ingår i släktet Haemulon och familjen Haemulidae. IUCN kategoriserar arten globalt som otillräckligt studerad. Inga underarter finns listade i Catalogue of Life.